# Paulodora fredelyna
Paulodora fredelyna är en plattmaskart som först beskrevs av Ernst Marcus 1948, och fick sitt nu gällande namn av Artois och Schockaert 1998. Paulodora fredelyna ingår i släktet Paulodora och familjen Polycystididae. Inga underarter finns listade i Catalogue of Life.